# Namwala
Namwala est une ville de Zambie, capitale du district du même nom, dans la province Méridionale. Sa population est d'environ 5 000 habitants. Elle est située sur la rive sud de la rivière Kafue, à 996 m d'altitude. C'est la ville principale des Ila qui peuplent le district.